# Ann Lowe
Ann Cole Lowe (ur. 1898 w Clayton, zm. 25 lutego 1981 w Queens) – amerykańska projektantka mody.

## Życiorys

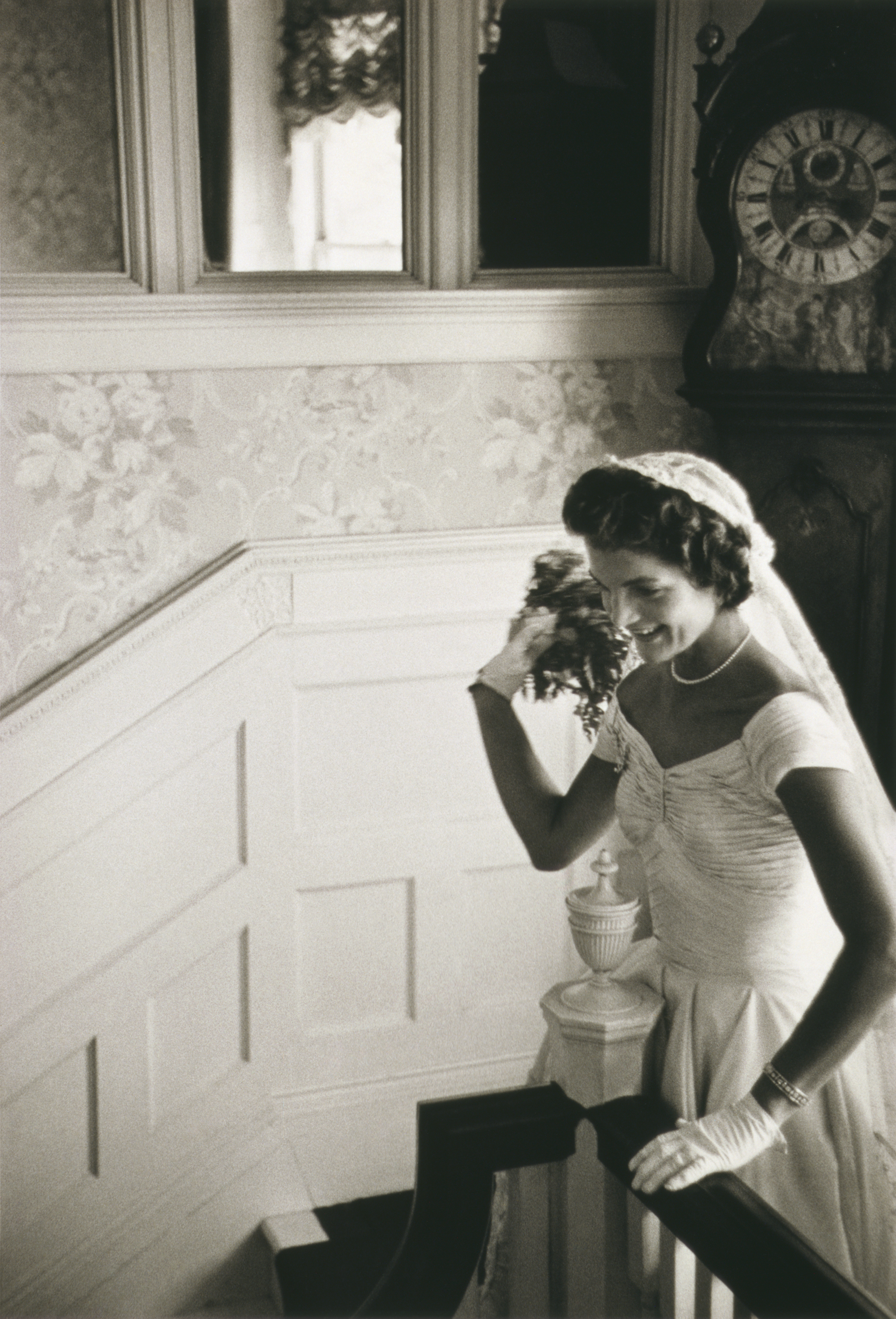
Jacqueline Kennedy w sukni zaprojektowanej przez Ann Lowe, w dniu ślubu 12 września 1953

Była wnuczką niewolnika. Sztuki krawiectwa Lowe nauczyły mama (Janie Cole Lowe) i babcia (Georgia Thompkins), które szyły ubrania dla wyższych sfer w Montgomery stanie Alabama. 
W 1928 roku przeprowadziła się do Nowego Jorku. Ukończyła ST Taylor Design School. W latach 50. w Harlemie otworzyła swój butik.  Ann Lowe była najbardziej rozpoznawalna, dzięki sukniom ślubnym oraz sukienkom koktajlowym - wieczorowym. Wśród jej klientek była między innymi aktorka Olivia de Havilland, która w sukni Lowe odbierała Oscara za Najtrwalszą miłość oraz Jacqueline Bouvier, która w sukni ślubnej z salonu Lowe brała za mąż przyszłego Prezydenta Stanów Zjednoczonych Johna F. Kennedy’ego. 
Kolekcja pięciu projektów Ann Lowe znajduje się w Instytucie Ubioru Metropolitan Museum of Art w Nowym Jorku. Trzy suknie Lowe prezentuje również Muzeum Afroamerykańskiej Historii i Kultury w Waszyngtonie.